# Rhododendron eurysiphon
Rhododendron eurysiphon là một loài thực vật có hoa trong họ Thạch nam. Loài này được Tagg & Forrest miêu tả khoa học đầu tiên năm 1930.